# Budrio (Cotignola)
Budrio (Budar in romagnolo) è una frazione del comune di Cotignola, situata sulla strada tra Cotignola e Barbiano.

## Origini del nome
Il nome (molto diffuso in Emilia-Romagna), nell'ipotesi più accreditata, fa riferimento al "pagus di Buttrium", cioè, nella lingua degli Umbri colonizzatori della zona, "luogo adibito a pascolo".

## Storia
La frazione di Budrio si presenta oggi come un borgo rurale a vocazione agricola, le cui origini sono da ricollegare agli Umbri ed agli Etruschi, sino alla successiva colonizzazione romana, come testimoniato dalle tracce della centuriazione presenti tuttora. Le terre attorno a Budrio furono proprietà della gens Pollia o Balbia (come testimoniato nel toponimo della vicina Barbiano).
Nell'Alto Medioevo il castrum di Budrio (oggi non più esistente) fu uno dei primi ad essere eretti nella Bassa Romagna. Nel XIII secolo, il castrum fu donato a Bernardino e Guido conti di Cunio da Ottone IV, che qui vicino possedevano il castello poi raso al suolo dai ghibellini di Faenza nel 1296. I conti di Cunio si trasferirono quindi a Barbiano e Budrio fu posta sotto la giurisdizione del nuovo castello. Nel 1450 passò sotto la giurisdizione di Cotignola. Da allora non ci sono state più modifiche a livello amministrativo.

## Monumenti e luoghi d'interesse
La chiesa parrocchiale di Budrio, intitolata alla Natività della Beata Vergine Maria, è stata costruita nel 1861 e si presenta in stile neoclassico. All'interno sono custodite opere pittoriche come le settecentesche Santa Lucia e Santa Dorotea di Benedetto dal Buono, l'ottocentesca Madonna di Giovanni Berazzoni e la pala della Natività di Maria Vergine, di un pittore ignoto del Seicento e proveniente dalla chiesa di Fiagnano, che raffigura Sant'Anna e Maria con le ancelle che la accudiscono. Sul lato destro della chiesa si trova la cappella del Santissimo Crocifisso, che custodisce due tele che rappresentano Sant'Agata e Sant'Apollonia.
Vi si trovano inoltre un piccolo battistero in marmo e sasso d'Istria con rivestimento in legno, un Reliquario che custodisce antichi resti e indumenti di vari santi, e inoltre un'acquasantiera murata in marmo risalente al Cinquecento e proveniente dalla vecchia chiesa scomparsa di Budrio. Si hanno infatti testimonianze di una chiesa a Budrio sin dal XII secolo, che fu ricostruita nel XV secolo e elevata a parrocchia nel 1479.

## Società

### Religione
A Budrio vi è una parrocchia intitolata alla Natività di Maria, la cui festa ricorre l'8 settembre.

### Tradizioni e folclore
- Festa del borgo (il primo fine settimana di giugno, è dedicata alla Madre del Buon Consiglio)

## Galleria d'immagini

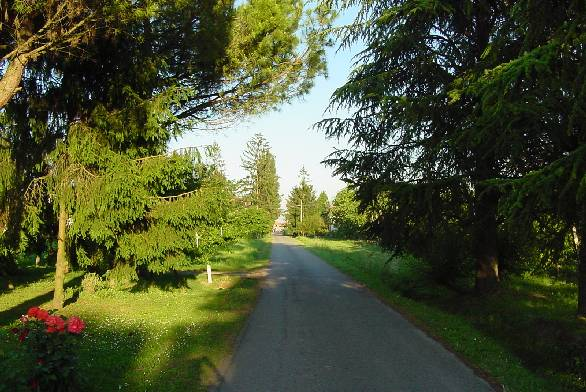
Scorcio primaverile di via Budrio
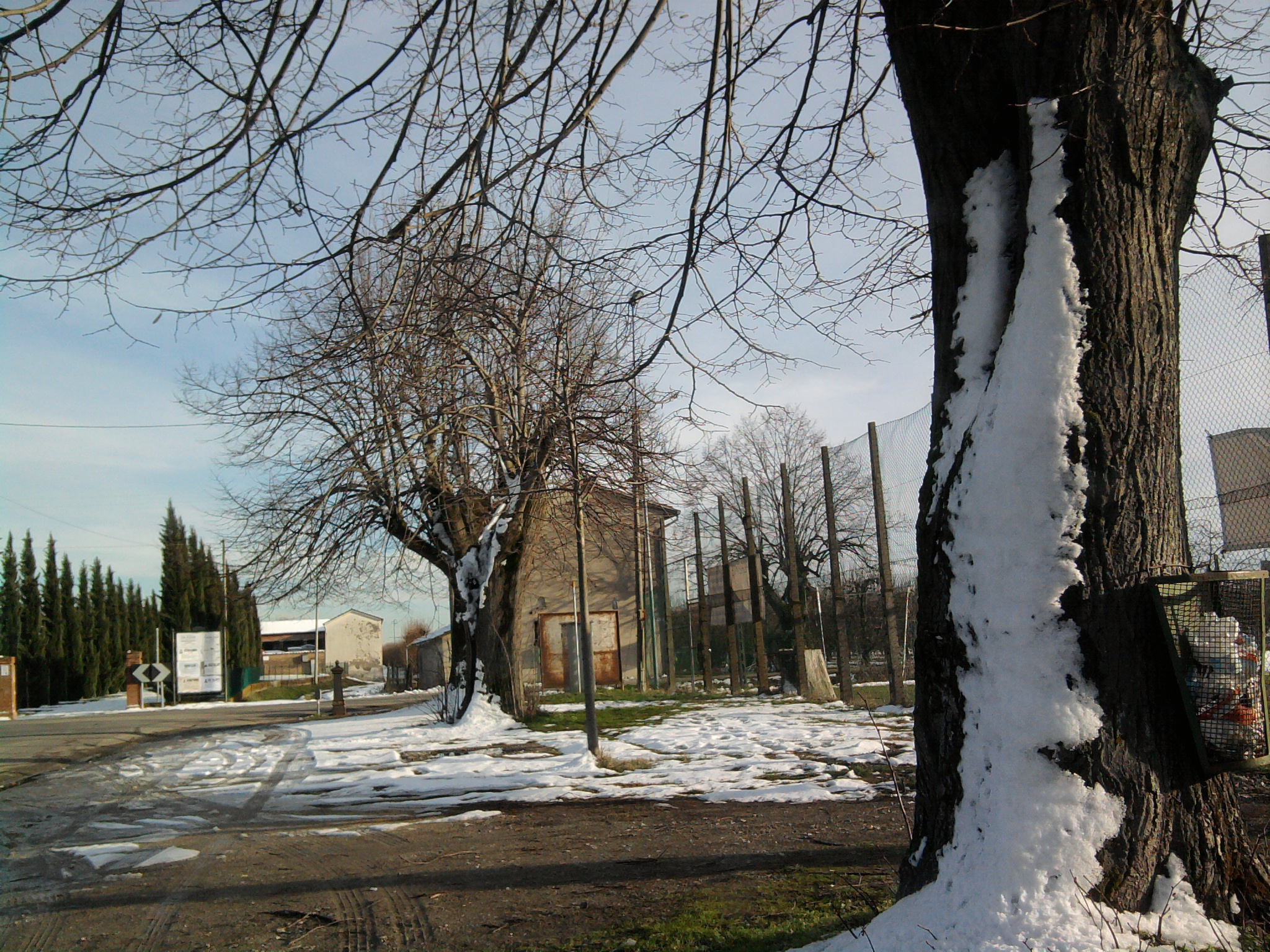
Inizio di via Budrio